# Rhomborista monosticta
Rhomborista monosticta là một loài bướm đêm trong họ Geometridae.